# MaNga
maNga je turski alternativni rock sastav osnovan 2001. godine u Ankari. Njihova glazba uglavnom kombinira alternativni rock i rap rock, uz elemente narodne glazbe i elektronske glazbe. Godine 2009., MTV Turkey dodijelio im je nagradu Najbolji glazbenici Turske, da bi im ubrzo i MTV Networks Europe, tijekom MTV Europe Music Awardsa 2009. dodijelio nagradu za Najbolje europske glazbenike. Godine 2010., maNga je izabrana kao turski predstavnik na Eurosongu 2010. gdje su nastupili s pjesmom We Could Be the Same, koja je postala hit i s kojom su osvojili drugo mjesto, što je Turskoj osiguralo direktan plasman u finale 2011. godine.

## Povijest sastava
maNga je sastav osnovan 2001. godine u Ankari, a svoje ime vuče od naziva za popularne japanske stripove, manga. Isprva su bili uglavnom underground sastav, svirajući poznate rock pjesme drugih izvođača po gažama. Širu popularnost stekli su osvojenim drugim mjestom na natjecanju Sing your song. Ubrzo ih je uočio menadžer Hadi Elazzi (GRGDN), koji ih je brzo predložio Sonyju, što je rezultiralo njihovim prvim albumom. Album maNga izdan je 2004. i postao je veliki hit.
Ubrzo nakon ove uspješnice, nastupali su na brojnim festivalima, a surađivali su i s prominentnim imenima turske glazbe kao što su Koray Candemir, Vega i Göksel. Većinu pjesama koje su izdali napisali su sami članovi grupe. 
Yağmur Sarıgül, gitarist i glavni tekstopisac, opisao je njihove pjesme kao kombinaciju nu metala, rapa, hip-hopa pomiješanu u loncu s anatolskim melodijama.
maNgin duet s Gökselom ukomponiran je u jedan od najuspješnijih turskih filmova, Sınav (u kojem glumi Jean-Claude Van Damme). Njihova pjesma Bir kadın çizeceksin se nalazi na popisu pjesama igre FIFA 06.
Danas se maNga smatra zaštitnim znakom brojnih festivala, kao što su Saklıfest, Patlıcan, Rokofest i Rock'n Coke.
Dana 13. travnja 2008., zajedno s Tarkanom, imalu su koncert u Wembleyju, u Londonu, no isti je otkazan zbog tehničkih problema. U Londonu su ponovo nastupili 4. prosinca 2009. godine, ovaj put u Islingtonu.
Dana 12. siječnja 2010., TRT je objavio kako će maNga predstavljati Tursku na Eurosongu 2010. u Oslu. Dana 3. ožujka 2010., odlučeno je kako će predstavnička pjesma biti We Could Be the Same. maNga je dobila nastup u drugom polufinalu, gdje je završila na 1. mjestu sa 118 bodova. U finalu je nastupala 14. i, s najenergičnijim nastupom, osvojila drugo mjesto s ukupno 170 bodova.

## Članovi
| Ime                  | Datum rođenja      | Status  | Status    | Instrument        | maNga na koncertu u Mađarskoj 2006. godine |
| Ime                  | Datum rođenja      | Aktivan | Neaktivan | Instrument        | maNga na koncertu u Mađarskoj 2006. godine |
| -------------------- | ------------------ | ------- | --------- | ----------------- | ------------------------------------------ |
| Ibrahim Ferman Akgül | 25. prosinca 1979. |         |           | Vokal             | maNga na koncertu u Mađarskoj 2006. godine |
| Yağmur Sarıgül       | 26. kolovoza 1979. |         |           | Električna gitara | maNga na koncertu u Mađarskoj 2006. godine |
| Cem Bahtiyar         | 18. siječnja 1979. |         |           | Bas gitara        | maNga na koncertu u Mađarskoj 2006. godine |
| Efe Yılmaz           | 3. listopada 1979. |         |           | DJ                | maNga na koncertu u Mađarskoj 2006. godine |
| Özgür Can Öney       | 21. srpnja 1980.   |         |           | Bubnjevi          | maNga na koncertu u Mađarskoj 2006. godine |
| Orçun Şekerusta      | 1979.              |         |           | Bas gitara        | maNga na koncertu u Mađarskoj 2006. godine |

## Diskografija

### Albumi
| Godina | Album        | Prodaja                       |
| ------ | ------------ | ----------------------------- |
| 2004.  | maNga        | preko 100,000 (zlatni status) |
| 2006.  | MaNga+       |                               |
| 2009.  | Şehr-i Hüzün |                               |

### Suradnja
| Godina | Glazbenik/Naslov                                   |
| ------ | -------------------------------------------------- |
| 2005.  | Cem Karaca: Mutlaka Yavrum Pjesma: Raptiye Rap Rap |
| 2006.  | Sınav Soundtrack Pjesma: Dursun Zaman              |

### Singlovi
We Could Be the Same

| Album        | Singl                      | Uspjeh na ljestvicama | Uspjeh na ljestvicama | Uspjeh na ljestvicama |
| Album        | Singl                      | Turska                | Turski rock           | Rusija                |
| ------------ | -------------------------- | --------------------- | --------------------- | --------------------- |
| Şehr-i Hüzün | "Dünyanın Sonuna Doğmuşum" | 1                     | 1                     | 335                   |
| Şehr-i Hüzün | "Beni Benimle Bırak"       | 2                     | 1                     | —                     |
| Şehr-i Hüzün | "Cevapsız Sorular"         | 7                     | 2                     | —                     |
| TBA          | "We Could Be the Same"     | 2                     | 5                     | —                     |

## Vanjske poveznice
- maNga Službena stranica (tur.) (engl.)
- Službeni MySpace (engl.)
- GRGDN: publishing and management (tur.)